# Сентьевская
Сентьевская — деревня в Ярославском районе Ярославской области. Входит в состав Заволжского сельского поселения.

## География
Находится в восточной части Ярославской области на расстоянии приблизительно 13 км на восток-юго-восток по прямой от станции Филино.

## История
В 1859 году здесь (деревня Ярославского уезда Ярославской губернии) было учтено 7 дворов, в 1898 — 15.

## Население
Численность населения: 38 человек (1859 год), 0 в 2002 году, 1 в 2010.

## Общественный транспорт
Ближайшая остановка общественного транспорта находится в деревне Семеново.